# 米特里站
米特里站是法国北部城市里尔的一个地铁车站，位于里尔地铁2号线上，自1989年4月1日起开放。

## 位置
米特里站（50°39'0"N, 3°0'36"E）位于洛姆境内，后者已于2000年整体并入里尔的市镇范围。

## 设施
米特里站站为一个地下车站，通过自动扶梯连接地面，设有自动售票机、电子显示器、屏蔽门等设施。

## 站台设置
| 东北↑ |      |                      |
|       | 侧式 |                      |
|       |      | 洛姆-圣菲利贝尔方向← |
|       |      | 德龙中心医院方向→    |
|       | 侧式 |                      |
| 西南↓ |      |                      |

## 配套交通

### 城市公共交通
米特里站附近暂无可接驳的城市公共交通线路。

### 社会车辆
米特里站附近设有社会车辆停车场。

## 临近车站
| 上一站                  | 里尔地铁 | 里尔地铁      | 里尔地铁 | 下一站               |
| ----------------------- | -------- | ------------- | -------- | -------------------- |
| 儿童宫往洛姆-圣菲利贝尔 |          | 里尔地铁2号线 |          | 超级桥往德龙中心医院 |